# RandstadRail

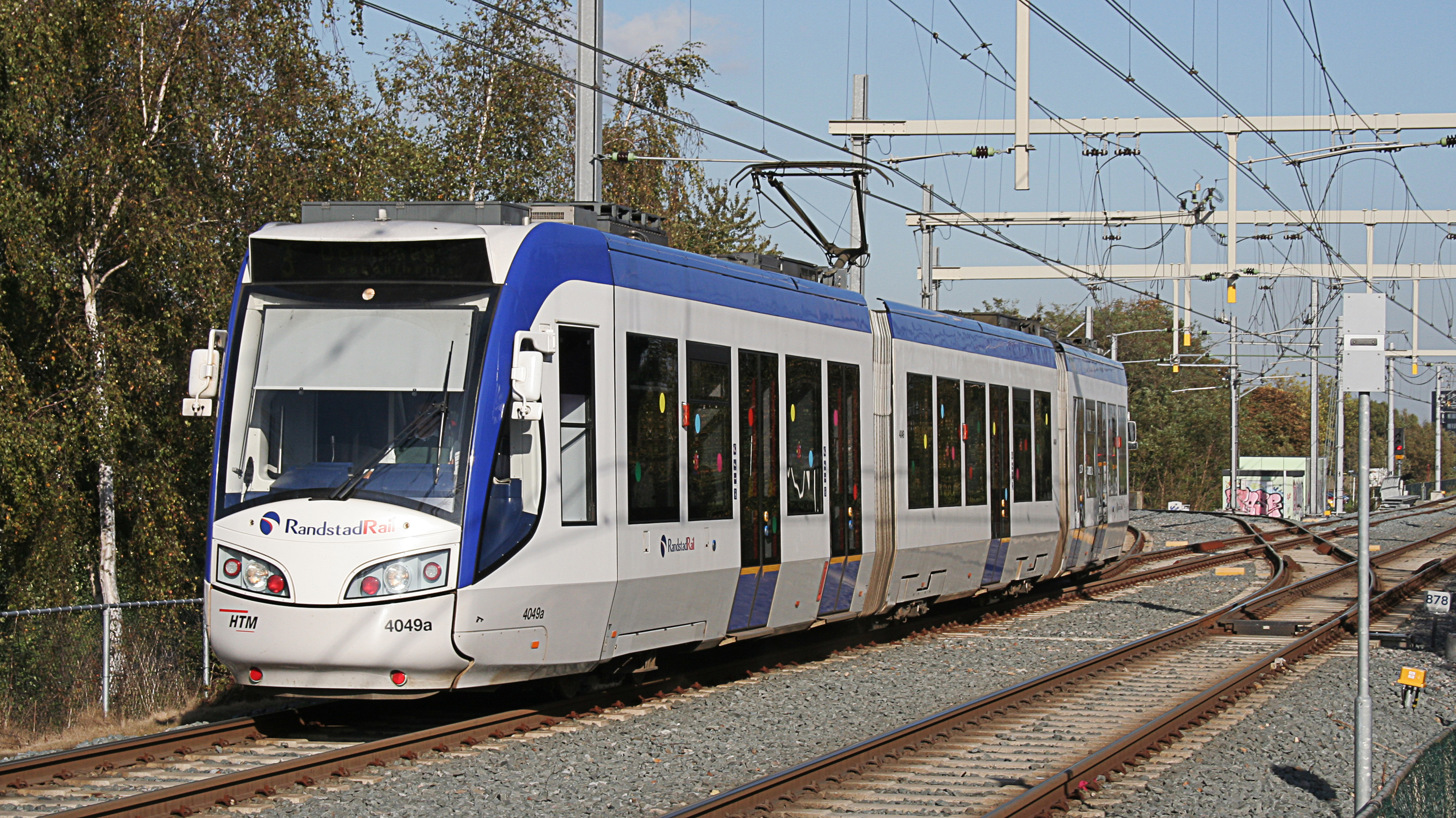
RandstadRail vid Seghwaert-stationen.

Karta över RandstadRail.

RandstadRails linjer.

RandstadRail, som fått sitt namn efter Randstad, är en nederländsk interurbanspårväg, vars huvuddel togs i bruk under 2006 och 2007. Banan omfattar linje E, 3, 4 och 34.
Banprojekt gick ut på att sammanbinda Rotterdams tunnelbana med Hofpleinbanan (Hofpleinlijn) mellan Haag och Rotterdam, vilken skulle göras om från vanlig järnväg till snabbspårväg. Projektet skulle på så vis möjliggöra att tunnelbanetåg från Rotterdam kunde gå ända till centralstationen i Haag. En ny bana drogs från norra änden av Hofpleinbanan till Haags centralstation för att hålla isär snabbspårvägslinjen och övriga järnvägsspår (linje E, som nära motsvarar den tidigare Erasmuslijn i Rotterdams tunnelbana). Hopkopplingen i norr öppnades 2006, och den i söder 2010, efter att ursprungligen varit planerad att stå klar 2008.
Projektet gick även ut på att sammanbinda spårvagnslinjerna 3 och 6 i Haag med Zoetermeerbanan, som också har konverterats från vanlig järnväg till snabbspårväg. Projektet inkluderade också byggandet av en ny linje till Oosterheem som blev en del av linje 4 (tidigare 6). De befintliga spårvägsspåren inne i Haag anpassades för längre och bredare vagnar.